# Teucholabis elissa
Teucholabis elissa är en tvåvingeart som beskrevs av Alexander 1948. Teucholabis elissa ingår i släktet Teucholabis och familjen småharkrankar.
Artens utbredningsområde är Peru. Inga underarter finns listade i Catalogue of Life.